# Abuso ritual satánico

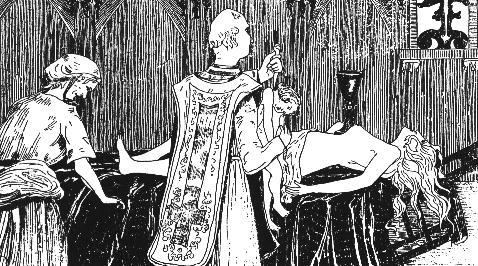
Grabado de Henry de Malvost extraído del libro Le satanismo et la Magie, de Jules Bois, que representa el Asunto de los venenos: Étienne Guibourg celebrando una misa negra con asesinato ritual de un niño sobre el cuerpo de Madame de Montespan, en presencia de La Voisin, parte de un pánico moral de profanación religiosa y ceremonias satánicas anterior, que fue precursor del abuso ritual satánico de finales del siglo XX

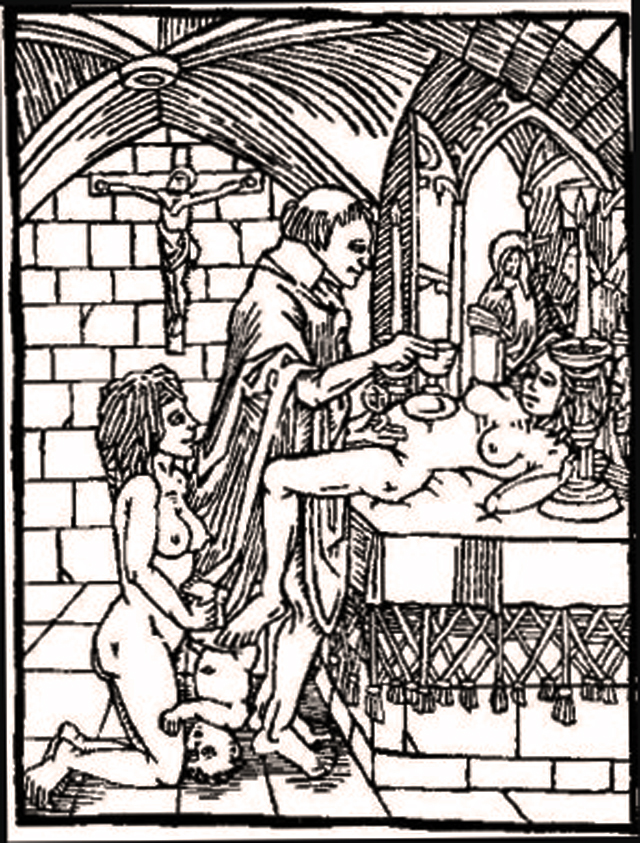
misa negra

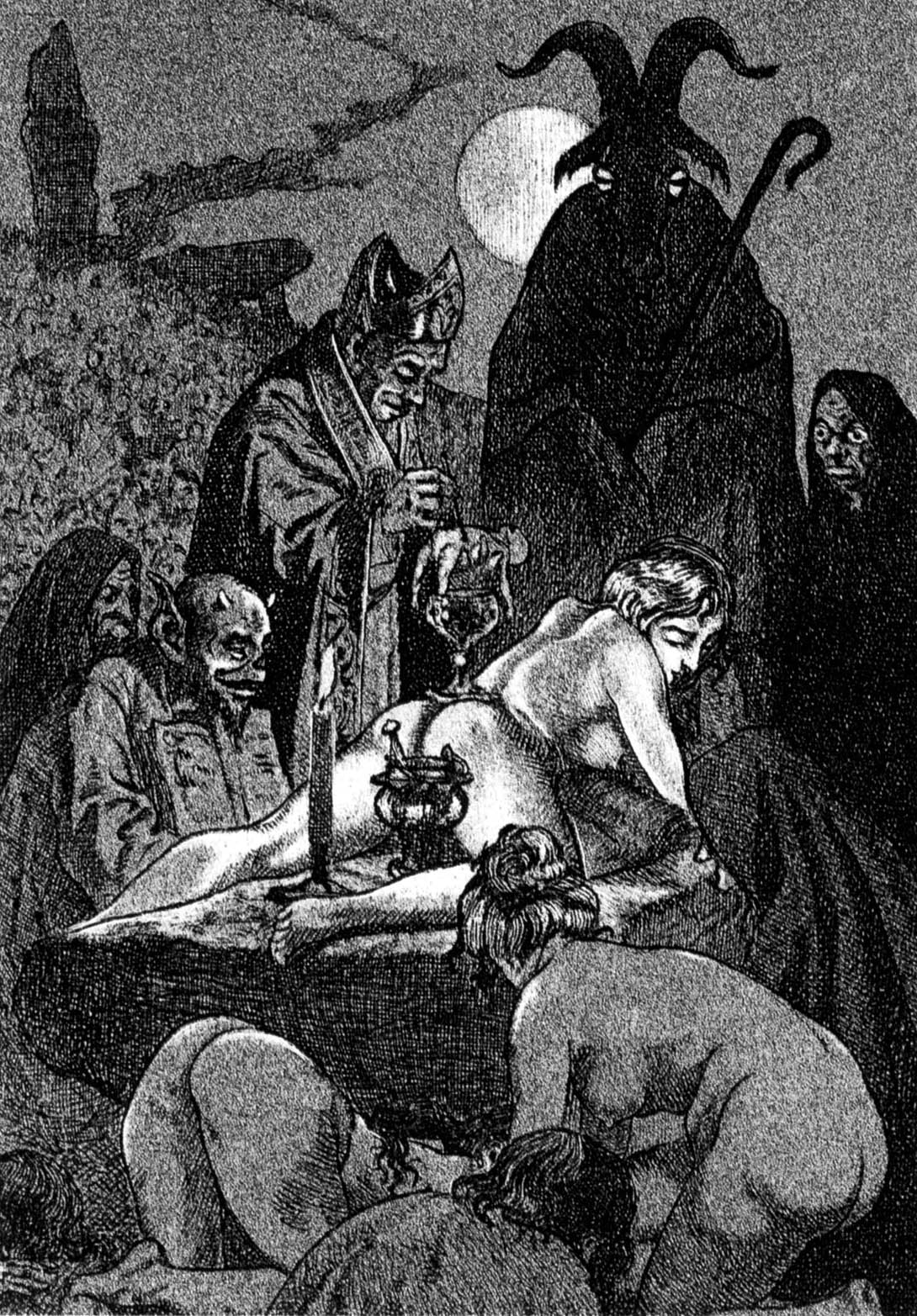
misa negra con asesinato ritual según Martin van Maele.

Se conoce como abuso ritual satánico o pánico satánico a un caso documentado de pánico moral que se originó en Estados Unidos en la década de 1980 y se extendió primero por todo el país y luego a otras partes del mundo, para desaparecer a finales de la década de 1990. Las denuncias por ARS incluían informes de maltrato físico y abuso sexual en un contexto de rituales satánicos u ocultistas. En su forma más extrema, el ARS incluía una supuesta conspiración a nivel mundial en la que estarían implicados una élite de ricos y poderosos para secuestrar o criar a niños para su uso en sacrificios humanos, pornografía y prostitución.

## Descripción
Prácticamente todos los aspectos del ARS fueron muy controvertidos, incluyendo su definición, el origen de las denuncias, las pruebas de su existencia, los testimonios de las supuestas víctimas, y también los casos judiciales y las investigaciones criminales generados por las denuncias. El pánico afectó a abogados, terapeutas y trabajadores sociales que hicieron frente a acusaciones de abuso sexual de niños. Las denuncias provenían inicialmente de grupos muy diferentes, incluyendo fundamentalistas religiosos, investigadores de la policía, defensores de niños, terapeutas y pacientes de psicoterapia. El movimiento se secularizó gradualmente, dejando de lado los aspectos «satánicos» de las denuncias a favor de denominaciones menos religiosas como «sádico» o simplemente «abuso ritual» y volviéndose más asociada con el trastorno de identidad disociativo y las teorías conspirativas gubernamentales.
El pánico fue influenciado en gran medida por el testimonio de los niños y adultos que fueron obtenidos mediante técnicas terapéuticas y de interrogatorio que ahora se consideran desacreditados.La publicidad inicial fue generada por la ahora desacreditada autobiografía Michelle Remembers (1980), y sostenida y popularizada durante toda la década por el Caso McMartin. Testimonios, listas de síntomas, los rumores y las técnicas para investigar o descubrir los recuerdos de ARS se difundieron a través de conferencias profesionales, populares y religiosas, así como a través de la atención de los programas de entrevistas, manteniendo y difundiendo el pánico moral a lo largo de todos los Estados Unidos y más allá. En algunos casos las denuncias dieron lugar a procesos penales con resultados variables, después de siete años en los tribunales, el juicio McMartin no produjo ninguna condena para cualquiera de los acusados, mientras que otros casos dieron lugar a largas condenas, algunas de las cuales fueron luego revisadas. Se fue generando lentamente interés académico en el tema, llegando finalmente a la conclusión de que el fenómeno era un pánico moral.
Las investigaciones oficiales no produjeron ninguna evidencia de conspiraciones generalizadas o de la masacre de miles de niños; solo un pequeño número de delitos verificados tienen remotas semejanzas con testimonios de ARS. En la segunda mitad de la década de 1990 el interés en ARS disminuyó y el escepticismo se convirtió en la posición por defecto, con solo una minoría de investigadores dando crédito a la existencia de ARS.

## Historia

### Precedentes históricos

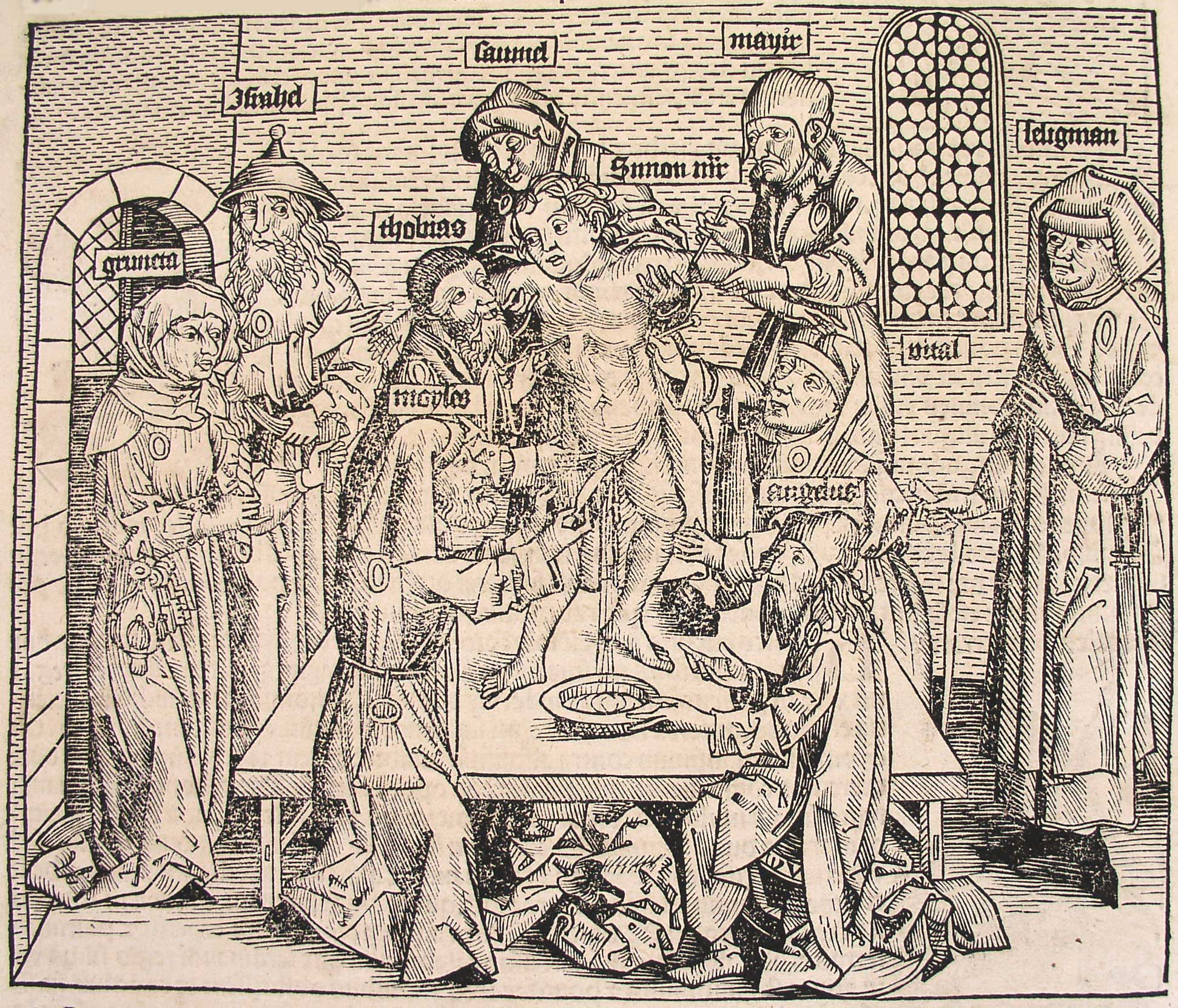
La acusación de libelo de sangre en contra de los judíos es considerado un precursor de pánico moral.

El pánico producido repite muchos de los eleméntos de los pánicos morales que se han manifestado a lo largo de la historia y teorías conspiratorias como el libelo de sangre contra los judíos realizada por Apion alrededor del año 30 antes de Cristo, rumores que llevaron a la persecución de los primeros cristianos en el Imperio Romano, las denuncias posteriores de los rituales judíos incluían sacrificios de bebés cristianos y profanación la Eucaristía, y las cazas de brujas de los Siglos XVI y XVII. Las denuncias de actos horribles de grupos foráneos — como canibalismo, asesinatos de niños, torturas y orgías incestuosas- pueden haber servido para diferenciarse para los grupos minoritarios, y como chivos expiatorios para dar explicaciones fáciles a problemas complejos en tiempos de perturbaciones sociales. La tortura y la prisión fueron utilizados por figuras de autoridad para obtener confesiones de los supuestos satanistas, que luego eran usadas para justificar sus ejecuciones. Los registros de estas antiguas acusaciones son usados en nuestros días por algunos autores en un esfuerzo por demostrar que los cultos satánicos contemporáneos formaban parte de una antigua conspiración del mal, a pesar de que no hay evidencia contundente de cultos al diablo en Europa en cualquier momento. Un precedente más inmediato al contexto estadounidense es el Macarthismo de la década de 1950.
Las bases para el pánico moral contamporaneo fueron en aumento a raíz de cinco factores en la década previa de la década  de 1980: el establecimiento del fundamentalismo cristiano y la organización política Mayoría Moral; el surgimiento del movimiento anticultos que extendió ideas de cultos abusivos que secuestraban y lavaban el cerebro a niños y adolescentes; la aparición de la Iglesia de Satán y otros grupos expresamente satanistas añadió un poco de verdad a la existencia de los cultos satánicas; la aparición del trabajo social y el desarrollo de los derechos del niño y un grupo de profesionales dedicados a su protección; y la popularización del trastorno por estrés postraumático, la memoria reprimida y el correspondiente movimiento de supervivientes.

### Michelle Remembersy el Caso McMartin
Michelle Remembers, escrito por Michelle Smith y su esposo, el psiquiatra Lawrence Pazder, fue publicado en 1980. El libro, ahora desacreditado, fue escrito como una autobiografía, presenta la primera afirmación que vinculaba el abuso infantil con rituales satanicos. Pazder también fue responsable de acuñar el término «abuso ritual». El libro proporciona un modelo para numerosas denuncias de ARS que sobrevinieron después en la misma década. A partir del éxito del libro, Pazder desarrolló un perfil mediático alto, dio conferencias y capacitación sobre ARS a la policía, y para septiembre de 1990 había actuado como consultor en más de mil casos de ARS, incluyendo el caso McMartin. Los fiscales utilizaron Michelle Remembers como guía al preparar casos contra presuntos satanistas. El libro, junto con otros testimonios retratados como historias de sobrevivientes, se sospecha que influyeron más tarde en las acusaciones de ARS, así como la mencionada autobiografía ha sido sugerida como un factor causal en la posterior epidemia de denuncias de ARS.
En la década de 1980, durante la aplicación de las leyes de notificación obligatoria, se vio un gran aumento en las investigaciones de protección infantil en Estados Unidos, Reino Unido y otros países desarrollados, generó mayor conciencia del abuso infantil. También se cambiaron las investigaciones de las acusaciones de incesto en California, con casos dirigidos por trabajadores sociales quienes usaban técnicas de entrevistas de ataque y coercitivas que habían sido evitadas por investigadores de la policía. Dichos cambios en los procesos judiciales de casos de presunto incesto dieron resultado a un incremento de confesiones de los padres a cambio de acuerdos con la fiscalía. Poco después, algunos niños en casos de protección de menores comenzaron a hacer denuncias de horribles abusos físicos y sexuales por parte de los cuidadores dentro de rituales organizados, alegando abuso sexual en rituales satánicos y el uso de símbolos satánicos. Estos casos generaron la etiqueta de «abuso ritual satánico» tanto en los medios como entre los profesionales. Recuerdos de la infancia de abusos similares comenzaron a aparecer en las sesiones de psicoterapia de adultos.
En 1983, se presentaron cargos en el caso McMartin, un importante caso en California, que recibió la atención de todos los Estados Unidos y contenía acusaciones de abuso ritual satánico. El caso provocó una tremenda polarización en la forma de interpretar la evidencia disponible. Poco después, más de cien centros preescolares en todo el país se convirtieron en el objeto de denuncias sencionalistas similares, que fueron reportados por la prensa con entusiasmo y sin sentido crítico. A lo largo del juicio McMartin, la cobertura mediática de los acusados era implacablemente negativa, centrándose únicamente en las declaraciones de la fiscalía. Michelle Smith y otros supuestos sobrevivientes se reunieron con los padres involucrados en el caso, y se cree que influyeron en los testimonios contra los acusados.
Kathleen «Kee» MacFarlane, una trabajadora social del Instituto Internacional de los Niños, desarrolló una mueva forma de interrogar a los niños con muñecos anatómicamente correctos y los utilizó en un esfuerzo por ayudar en las revelaciones de abuso en los niños de MacMartin. Después de pedir a los niños que señalaran los lugares donde supuestamente habían sido tocados y hacer preguntas capciosas, MacFarlane diagnosticó abuso sexual en prácticamente todos los niños de McMartin. Ella coaccionaba las revelaciones utilizando largas entrevistas que recompensaban las discusiones de abuso y castigaba las negaciones. El testimonio del juicio que resultó de estos métodos a menudo contradictorios y vagos en todos los detalles, excepto para afirmar que se había cometido el abuso. Aunque los cargos iniciales en el caso McMartin presentaron acusaciones de abuso satánico y una vasta conspiración, estas acusaciones fueron retiradas relativamente pronto en el juicio, y el proceso continuó solo por acusaciones de abuso infantil no rituales contra dos acusados. Después de tres años de testimonio, McMartin y Buckey fueron absueltos de cincuenta y dos de los sesenta y cinco cargos, y el jurado se estancó en los trece cargos restantes contra Buckey, con once de los trece miembros del jurado declarándolo no culpable. Buckey fue nuevamente acusado y dos años más tarde puesto en libertad sin condena.

### Acusaciones de conspiración
En 1984 MacFarlane advirtió a un comité del congreso sobre conductas escatologicas y animales siendo sacrificados en rituales extraños que los niños eran obligados a ver. Poco después, el Congreso de los Estados Unidos duplicó su presupuesto para programas de protección de la infancia. El psiquiatra Roland Summit ofreció conferencias a raíz del juicio McMartin y describió el fenómeno como una teoría de conspiración que involucraba a cualquier persona escéptico del fenómeno. Para 1986 trabajadora social Carol Darling argumentó en un gran jurado que la conspiración llegaba hasta el gobierno. Su marido Brad Darling dio presentaciones en conferencias sobre una conspiración satánica de gran antigüedad que él creía estaba ahora arraigada en las comunidades estadounidenses.
A fines de 1980 los terapeutas o los pacientes que creían que alguien había sufrido de ARS sugerían soluciones que incluían psicoterapia cristiana, exorcismo y grupos de apoyo cuyos miembros se autoidentificaron como «guerreros anti-satánicos». Los fondos federales para la investigación sobre el abuso infantil se incrementaron, con gran parte de los mismos orientados al abuso sexual infantil. También se proporcionó financiación para las conferencias que apoyaban la idea de ARS, agregando un barniz de respetabilidad a la idea, además de ofrecer una oportunidad para los fiscales de intercambiar asesoramiento para estar seguros de las condenas (con tácticas que incluían las destrucciones de notas, negarse a grabar las entrevistas con los niños y destruir o negarse a compartir pruebas con la defensa). De haberse encontrado pruebas, el ARS habría representado la primera ocasión en que una actividad criminal organizada y secreta había sido descubierto por los profesionales de la salud mental. En 1987, Geraldo Rivera produjo un especial de televisión nacional sobre los presuntos cultos secretos, alegando «Se estima que hay más de un millón de satanistas en [los Estados Unidos y que están] vinculados a una muy organizada, red secreta». Las grabaciones de este y episodios de programas de entrevistas similares fueron posteriormente utilizados por los fundamentalistas religiosos, psicoterapeutas, trabajadores sociales y policías para promover la idea de que una conspiración de cultos satánicos existía y estaban involucrados en delitos graves.
En la década de 1990 el psicólogo D. Corydon Hammond difundió una teoría detallada de abuso ritual elaborado a partir de sesiones de hipnoterapia con sus pacientes, alegando que fueron víctimas de una conspiración mundial de células clandestinas secretas organizadas que utilizaba la tortura, el control mental y el abuso ritual para crear personalidades alternas que podrían ser «activadas» con palabras clave y fueron entrenados como asesinos, prostitutas, narcotraficantes y niños trabajadores sexuales (utilizados para crear pornografía infantil). Hammond afirmó que sus pacientes habían revelado la conspiración fue planeado por un médico judío en la Alemania nazi, pero que ahora trabajaba para la Agencia Central de Inteligencia con el objetivo de dominación mundial por un culto satánico. El culto fue presuntamente compuesta por respetables y poderosos miembros de la sociedad, que utilizaron los fondos generados para promover su agenda. La falta de recuerdos de los pacientes (y el hecho de no encontrar pruebas de sus afirmaciones) fueron citados como evidencia del poder y la eficacia de este culto en la promoción de su agenda. La afirmación de Hammond ganó considerable atención, debido en parte a su prominencia en el campo de la hipnosis y psicoterapia.

### Raíces religiosas y secularización
El abuso ritual satánico reunió a varios grupos que normalmente es poco probable que se asocien, incluyendo psicoterapeutas, grupos de autoayuda, fundamentalistas religiosos y las fuerzas del orden. Las acusaciones iniciales se hicieron en el contexto del creciente poder político del cristianismo conservador dentro de los Estados Unidos,y los fundamentalistas religiosos se mostraron entusiastas en promover rumores de ARS. Psicoterapeutas que eran activamente cristianos comenzaron a abogar por el diagnóstico de trastorno de identidad disociativo (TID) y poco después los casos similares a Michelle Remember comenzaron a aparecer, con algunos terapeutas que creían que los alter ego de algunos pacientes eran el resultado de una posesión demoníaca. El protestantismo fue decisivo en el inicio, la difusión y el mantenimiento de los rumores a través de sermones acerca de los peligros del ARS, conferencias a cargo de supuestos expertos y sesiones de oración, incluyendo proyecciones del especial de televisión de Geraldo Rivera de 1987. Defensores seculares comenzaron a aparecer, y los trabajadores de protección de niños comenzaron a ser significativamente involucrados. Instructores policiales, muchos de ellos fuertemente religiosos, se convirtieron en fuertes promotores de la realidad de las denuncias y se autodenominaron «expertos» en el tema. Su implicación en casos de abuso sexual infantil produjo más alegaciones de ARS, agregando credibilidad a este fenómeno. A medida que las explicaciones de ARS se distanciaron del cristianismo evangélico y entrearon en la realidad de los grupos de «sobrevivientes», la motivación atribuido a supuestos satanistas pasó de la lucha contra un enemigo religioso al control mental y el abuso como un fin en sí mismo. Los médicos, psicoterapeutas y trabajadores sociales documentaron clientes alegando historias de ARS aunque las demandas de los terapeutas carecían de sustento más allá de los testimonios de sus clientes.

### Propagación internacional
En 1987 una lista de «indicadores» fue publicada por Catherine Gould, que ofrece una amplia gama de síntomas vagos que eran en última instancia comunes, inespecíficos y subjetivos, capaz de diagnosticar ARS en la mayoría de los niños pequeños. A fines de 1980 las denuncias comenzaron a aparecer en todo el mundo (incluyendo Canadá, Australia, Reino Unido, Nueva Zelanda, los Países Bajos y Escandinavia), en parte posible gracias al inglés como lengua internacional en común y, al menos en el Reino Unido, por la lista de indicadores de Gould. La creencia en el ARS se extendió rápidamente a través de las filas de los profesionales de la salud mental (a pesar de la ausencia de pruebas) a través de una variedad de seminarios de educación continua, en la que se instó a los asistentes a creer en la realidad de los cultos satánicos, sus presuntas víctimas y no cuestionar los extremos y extraños descubiertos. La prueba se presenta en forma de partes inconexas de información como imágenes dibujadas por los pacientes, cubiertas de álbumes de heavy metal, folklore histórico sobre adoradores de Satanás, y fotografías de animales mutilados. Durante los seminarios, los pacientes proporcionaron testimonios de sus experiencias y los presentadores destacaron la importancia de los recuerdos que se recuperan con el fin de sanar.

### El escepticismo, el rechazo y la existencia contemporánea
La cobertura mediática del ARS comenzó a ser negativa en 1987, y el «pánico» terminó entre 1992 y 1995. El lanzamiento de HBO de la película para televisión Indictment: The McMartin Trial en 1995 retrató a Ray Buckey como víctima de una persecución histérica en lugar de un depredador abusivo, y marcó un cambio decisivo en la percepción pública de las acusaciones de abuso ritual satánico. Para el año 2003 las acusaciones de abuso ritual fueron recibidas con gran escepticismo y la creencia en ARS ya no se consideraba dominante en los círculos profesionales; aunque el abuso sexual infantil es un problema real y grave, las denuncias de ARS eran esencialmente falsas. Las razones para el colapso del fenómeno incluyen el colapso de la persecución penal en contra de los presuntos abusadores, un número creciente de académicos, funcionarios y periodistas que cuestionaban la realidad de las acusaciones, y una variedad de demandas exitosas contra los profesionales de la salud mental. El astrofísico y astrobiólogo Carl Sagan dedicó todo un capítulo de su último libro The Demon-Haunted World: Science as a Candle in the Dark (1996) como una crítica a las exigencias de los recuerdos recuperados de abducciones y abuso ritual satánico y citó material del boletín de la Fundación Síndrome de Falsa Memoria con su aprobación.

## En el mundo

### Australia
En 1986, se llevó a cabo el mayor simposio sobre abuso infantil en la historia de Australia, con los vocales defensores del ARS Kee MacFarlane, Roland Summit, Astrid Heppenstall Heger y David Finkelhor invitados a dar opiniones.

### Bélgica
En 2002, en paralelo al asunto Marc Dutroux, Régina Louf acusó a Michel Nihoul y a otras personas, organizadas en una red de asesinos pedocriminalistas, de haber perpetrado abusos sexuales ritualizados satanistas . La justicia abandona la acusación ante la falta de pruebas que respalden las acusaciones.

### Estados Unidos
En 1989, el detective de la policía de San Francisco, Sandi Galán dio una entrevista con un periódico en el Reino Unido. Al mismo tiempo, varios terapeutas recorrieron el país dando charlas sobre el ARS, y poco después del ARS casos ocurrieron en las islas Orcadas, Rochdale, Londres y Nottingham.
En 1992 se presentaron cargos en el escándalo de sexo satánico de Martensville (Histeria de abuso sexual en las guarderías); los cargos fueron revocadas en 1995 por motivos de entrevistas inadecuadas a los niños.

### Nueva Zelanda
- Una ola de acusaciones ARS apareció en Nueva Zelanda en 1991[60].

### Noruega
- Una ola de acusaciones ARS apareció en Noruega en 1992.[60]

### Italia
- En 1997-1998, el caso de los Demonios de la región de Baja Módena en Italia.

### Reino Unido
- En 1987 los escritos sobre el fenómeno aparecieron en el Reino Unido junto con incidentes que ofrecen las acusaciones más o menos similares, como el escándalo de abuso infantil en Cleveland; denuncias de ARS en Nottingham dieron como resultado el «McMartin británico», esto en parte, por el trabajo del periodista británico Tim Tate sobre el tema.[30] Junto con la lista de indicadores, conferencistas americanos, folletos, materiales básicos, vocabulario respecto ARS y supuestamente financiación fueron importados, cosa que promovió la identificación y asesoramiento de acusaciones británicas de ARS.[30][40] La investigación en Nottingham resultó en muchos cargos criminales de abuso infantil que en última instancia, no tenían nada que ver con rituales satánicos, y fue criticado por centrarse en los irrelevantes e inexistentes aspectos satánicos a costa de las acusaciones del grave abuso convencional sufrido por los niños.[61]

- En 1998 Jean LaFontaine publicó un libro[62] indicando que las denuncias de ARS en el Reino Unido se desataron por las investigaciones supervisadas por los trabajadores sociales que habían tomado seminarios de ARS en Estados Unidos.[63]

### Suiza
La víctima Chantal Frei testificó en su libro y en la película Los supervivientes ser víctima de ARS y asesinatos rituales cometidos en Valeyres-sous-Rances así como de "caza de niños" en Vuiteboeuf en el cantón de Vaud y acoso en grupo de los informantes. François de Siebenthal denuncia en la película Les Survivantes el ars en la Casa Blanca de la sociedad de estudiantes de Zofingia de Lausana, en la que conocidos del mundo bancario querían que asistiera y participara y de la que escapó.